# نان و نمک

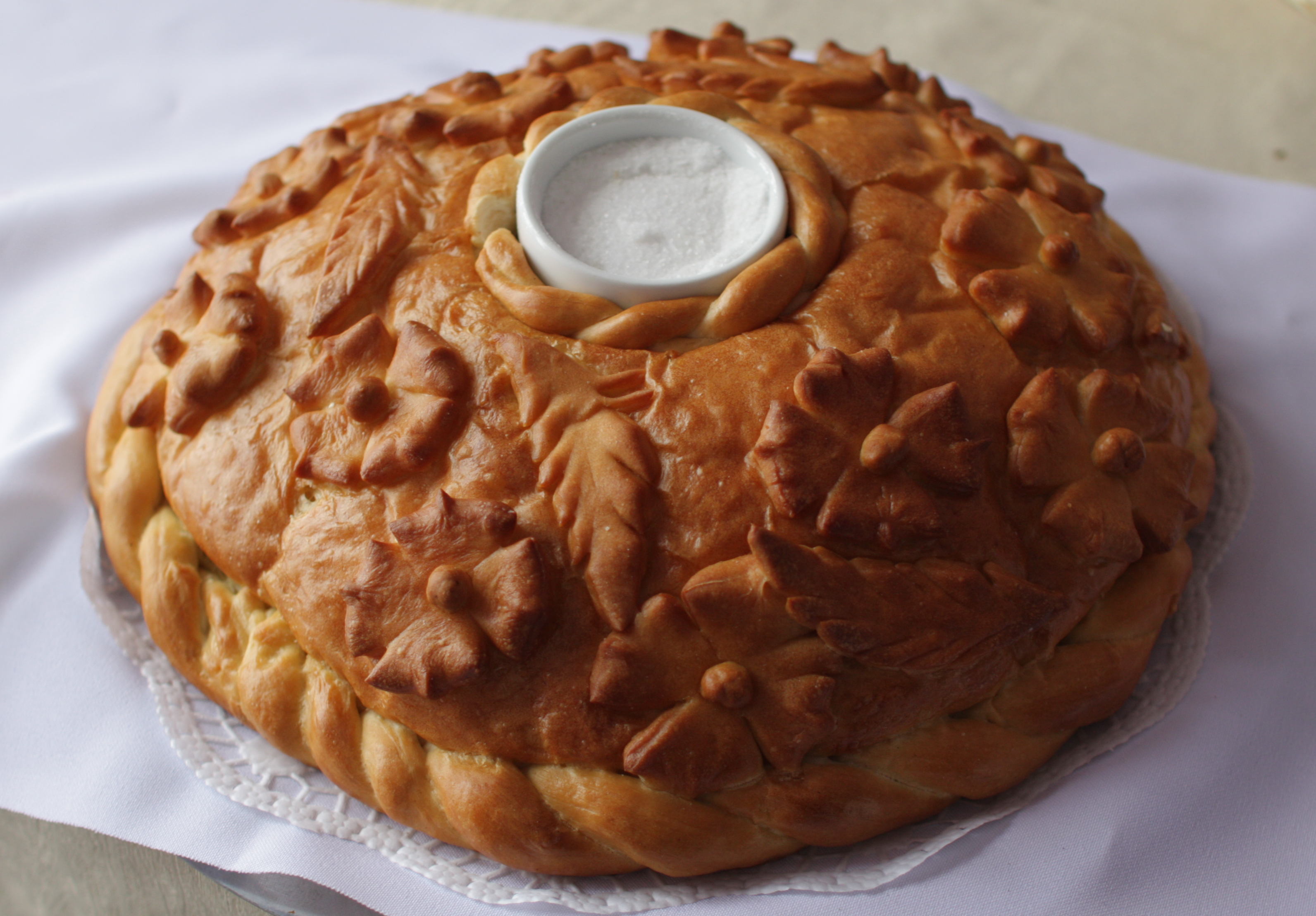
نان و نمک، خوش آمد گویی سنتی اسلاوها

نان و نمک یک جنبه نمادین در تعدادی از فرهنگ‌ها دارد. در بسیاری از فرهنگ‌های اروپایی مانند فرهنگ اسلاوها برای خوش آمد گویی به کار می‌رود.

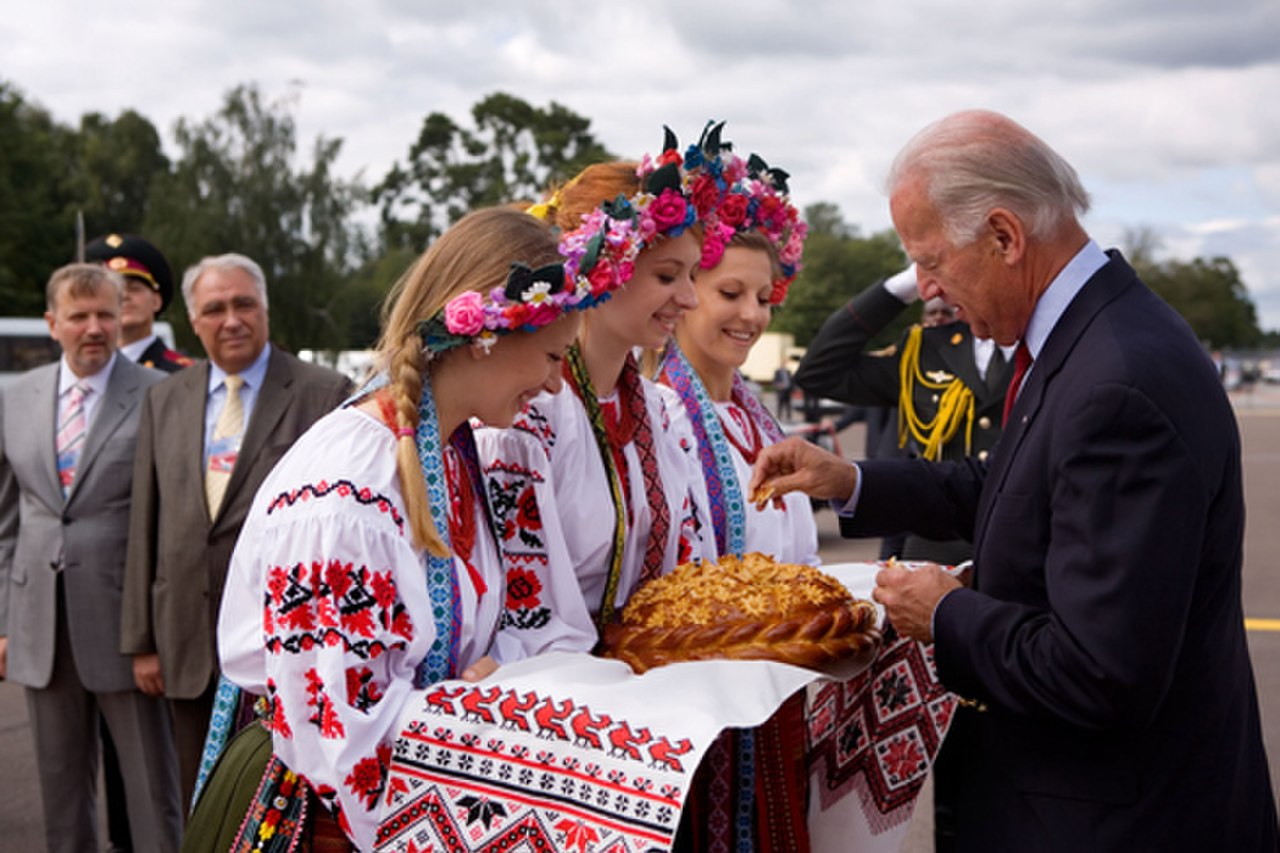
جو بایدن، معاون رئیس جمهور آمریکا در حال جدا کردن یک تکه نان در نمک در مراسم خوش آمد گویی به او در شهر کی‌یف، اوکراین

## در فرهنگ ایرانی
در فرهنگ ایرانی اگر شخصی مهمان شخص دیگری برای غذا بوده باشد، می‌گویند که نان و نمک او را خورده است و به مناسبت متنعم گشتن از کسی که با او نان و نمک خورده است، متعهد و ملزم به حفظ دوستی و وفای او می‌باشد.

## در فرهنگ اعراب
در فرهنگ اعراب نیز خوردن نان و نمک (خبز وملح) نشانه ایجاد روابط حسنه بین دو نفر است.